# 프렌치 캉캉
프렌치 캉캉(French Cancan)은 이탈리아에서 제작된 장 르누아르 감독의 1955년 코미디, 뮤지컬, 드라마, 멜로/로맨스 영화이다. 장 가뱅 등이 주연으로 출연하였고 루이스 위프 등이 제작에 참여하였다.

## 출연

### 주연
- 장 가뱅
- 프랑소와즈 아르누르

### 조연
- 마리아 펠릭스
- 쟝-로제르 카우시몬
- 도라 돌
- 지아니 에스포지토
- 자크 주안뉴
- 장 페레데스
- 미셸 필립
- 미첼 피콜리
- 알베르 레미
- 프랑스 로체
- 장 마크 텐베르그
- 발렌틴 테지어
- 필립페 클레이
- 파타슈
- 코라 바우카이레
- 주느비에브 뷔졸드
- 마르틴 알렉시스
- 브루노 발프
- 클로드 베리
- 도로시 브랭크
- 레오 캠피온
- 자크 카틀렝
- 르네-장 코파드
- 자크 시론
- 맥스 달반
- 실빈 델라노이
- 위베르 데샹
- 발렌티노 가라바니
- 앙리-롤랑 헤르세
- 자크 힐링
- 프랑수아 주
- 우슬라 쿠블레
- 팔미레 레바세어
- 자크 마린
- 폴 메르시
- 앤-마리 메르셍
- 가스통 모돗
- 피에르 몬코르비에
- 안닉 모리스
- 미셸 나달
- 앙드레 누메스 필스
- 피에르 오라프
- 파쿠에레테
- 앤드레 필립
- 장 실베레
- 로시 바르트
- 에디트 피아프

## 제작진
- 미술: 맥스 더이
- 세트: 장 앙드레
- 세트: 자크 더이
- 의상: 로신느 델라마르